# Mnium dilatatum
Mnium dilatatum là một loài Rêu trong họ Mniaceae. Loài này được Wilson ex Mitt. mô tả khoa học đầu tiên năm 1859.